# Juan Antonio Reig Pla
Juan Antonio Reig Plà (Cocentaina, Espanha, 7 de julho de 1947) é um clérigo espanhol e bispo católico romano de Alcalá de Henares.
Juan Antonio Reig Plà recebeu o Sacramento da Ordem pela Arquidiocese de Valência em 8 de julho de 1971.
Em 22 de fevereiro de 1996, o Papa João Paulo II o nomeou Bispo de Segorbe-Castellón de la Plana. O núncio apostólico na Espanha, Dom Lajos Kada, o consagrou bispo em 14 de abril do mesmo ano; Os co-consagrantes foram o Arcebispo de Barcelona, o Cardeal Ricardo María Carles Gordó, e o Arcebispo de Valência, Agustín García-Gasco Vicente.
Papa Bento XVI nomeou-o Bispo de Cartagena em 24 de setembro de 2005, com posse em 19 de novembro do mesmo ano. Em 7 de março de 2009, o Papa Bento XVI o nomeou ao Bispo de Alcalá de Henares.
Para o seu brasão episcopal escolheu como lema uma passagem do hino Ave maris stella. A primeira linha da quarta estrofe "Monstra te esse matrem" significa em tradução: "Mostra-te como mãe".
Em 7 de julho de 2022, por ocasião de seu 75º aniversário, apresentou sua renúncia ao Papa como Bispo de Alcalá de Henares .